# Duke Hudson
Brendan Vink, meglio conosciuto con il ring name Duke Hudson (Adelaide, 8 febbraio 1990), è un wrestler australiano sotto contratto con la WWE.
In WWE ha detenuto una volta l'NXT Tag Team Championship insieme ad Andre Chase. In precedenza, era noto con il suo vero nome anche in WWE, e nel circuito indipendente si esibiva come Elliott Sexton.

## Carriera

### WWE (2019–2025)

#### NXT(2019–2025)
Nel marzo del 2019 firmò con la WWE, venendo mandato al Performance Center per allenarsi. Successivamente lottó negli house show di NXT tra marzo e aprile lottando con il ring name Brendan Vink con wrestler come Brennan Williams, Danny Burch, Dominik Dijakovic e Mansoor Al-Shehail. Il 7 giugno, durante un evento dal vivo, Vink e Jermaine Haley affrontarono gli Street Profits per l'NXT Tag Team Championship ma vennero sconfitti. Successivamente iniziò a fare coppia con Shane Thorne, e nel marzo del 2020 iniziò ad apparire a Raw, sempre affiancato da Thorne. In seguito tornò ad NXT. Nell'ottobre del 2020, tramite i suoi social network, annunciò di aver cambiato ring name in Tony Modra, ma siccome tale nome era identico a quello del giocatore di football americano omonimo, il suo nome tornò al suo nome originale. In seguito, nel luglio del 2021, venne annunciato che, sotto il ring name Duke Hudson, avrebbe partecipato alla seconda edizione dell'NXT Breakout Tournament. Nel primo turno, nella puntata di NXT del 13 luglio, sconfisse Ikemen Jiro, ma nel secondo turno, il 17 agosto ad NXT, venne eliminato da Carmelo Hayes. Successivamente assunse la gimmick di un giocatore di poker ed ebbe un piccolo confronto con Kyle O'Reilly, da cui ne uscì sconfitto. Il 5 dicembre, a NXT WarGames, venne sconfitto da Cameron Grimes in un Hair vs. Hair match. Successivamente iniziò una relazione con Persia Pirotta, la quale era amica di Indi Hartwell, e su consiglio di quest'ultima si alleò con Dexter Lumis (marito di Indi) seppur controvoglia, e i due tentarono di conquistare l'NXT Tag Team Championship contro i Pretty Deadly nella puntata di NXT 2.0 del 19 aprile ma vennero sconfitti. L'alleanza tra i due, tuttavia, si sciolse quando Lumis venne licenziato dalla WWE il 29 aprile, e oltre a lui anche Persia Pirotta. Nella puntata di NXT 2.0 del 14 giugno affrontò Bron Breakker per l'NXT Championship ma venne sconfitto in pochissimi minuti. Nella puntata di NXT del 1º novembre effettuò un turn face allenandosi con Andre Chase e Thea Hail della Chase U nelle vesti di supporter. Nella puntata di NXT del 22 novembre Hudson e Chase affrontarono i Pretty Deadly per l'NXT Tag Team Championship ma a causa di errore dello stesso Hudson persero l'incontro. Il 4 febbraio, a NXT Vengeance Day, Hudson e Chase parteciparono ad un Fatal 4-Way Tag Team match per l'NXT Tag Team Championship che comprendeva anche i campioni del New Day (Kofi Kingston e Xavier Woods), il Gallus (Mark Coffey e Wolfgang) e i Pretty Deadly ma il match venne vinto dal Gallus. Il 1º aprile, nel Pre-show di NXT Stand & Deliver, Hudson, Andre Chase, Thea Hail e Tyler Bate sconfissero lo Schism (Joe Gacy, Jagger Reid, Rip Fowler e Ava) in un match dove, da stipulazione, qualora la Chase U avesse perso si sarebbe dovuta unire allo Schism. Nella puntata di NXT Level Up del 1º settembre prese parte all'NXT Global Heritage Invitational sconfiggendo Akira Tozawa nel primo turno, ma venne sconfitto da Nathan Frazer nel secondo turno, svoltosi il 5 settembre ad NXT, per poi sconfiggere Joe Coffey nel terzo turno, il 19 settembre ad NXT, ma venne infine sconfitto (la sera stessa) da Coffey in un triple threat match che comprendeva anche Nathan Frazer (tutti e tre, infatti, avevano lo stesso punteggio in classifica) non riuscendo dunque a qualificarsi per la finale. Nella puntata di NXT del 17 ottobre Hudson e Andre Chase vinsero una battle royal eliminando per ultimi Angel Garza e Humberto Carrillo diventando i nuovi sfidanti all'NXT Tag Team Championship di Tony D'Angelo e Channing "Stacks" Lorenzo. Nella puntata speciale NXT Halloween Havoc del 24 ottobre Chase e Hudson sconfissero D'Angelo e Lorenzo vincendo l'NXT Tag Team Championship per la prima volta. Tre settimane dopo, il 14 novembre ad NXT, Chase e Hudson persero le cinture nella rivincita contro D'Angelo e Lorenzo.
Nella puntata di NXT del 16 gennaio fece coppia con Riley Osborne partecipando al Dusty Rhodes Tag Team Classic ma vennero sconfitti ed eliminati dal Latino World Order (Cruz Del Toro e Joaquin Wilde) nel primo turno. Nella puntata speciale NXT Roadblock del 5 marzo Hudson e Andre Chase affrontarono Bron Breakker e Baron Corbin per l'NXT Tag Team Championship ma vennero sconfitti.

## Personaggio

### Mosse finali
- Lunch Cutter
- Razor's Edge (Crucifix powerbomb) – dal 2022
- Running Big boot

## Titoli e riconoscimenti
- Australian Wrestling Allstars
  - AWA Heavyweight Championship (1)
  - AWA Championship Tournament (2016)

- Melbourne City Wrestling
  - MCW Heavyweight Championship (1)

- Pro Wrestling Illustrated
  - 479º tra i 500 migliori wrestler singoli nella PWI 500 (2020)

- WWE
  - NXT Tag Team Championship (1) – con Andre Chase[15]

- WrestleRock
  - WrestleRock Championship (1)